# Cylicobdella costaricae
A Cylicobdella costaricae é uma espécie de anelídeo descrita pela primeira vez por Plotnikow em 1905. A Cylicobdella costaricae pertence ao género Cylicobdella e à família Cylicobdellidae. Nenhuma subespécie está listada na Catalogue of Life.